# Avalon (Nova Jérsei)
Avalon é um distrito localizado no estado americano de Nova Jérsei, no Condado de Cape May.

## Demografia
Segundo o censo americano de 2000, a sua população era de 2143 habitantes. 
Em 2006, foi estimada uma população de 2125, um decréscimo de 18 (-0.8%).

## Geografia
De acordo com o United States Census Bureau tem uma área de 
12,6 km², dos quais 10,9 km² cobertos por terra e 1,7 km² cobertos por água.

## Localidades na vizinhança
O diagrama seguinte representa as localidades num raio de 16 km ao redor de Avalon. 